# Chloeia egena
Chloeia egena är en ringmaskart som beskrevs av Grube 1855. Chloeia egena ingår i släktet Chloeia och familjen Amphinomidae. Inga underarter finns listade i Catalogue of Life.